# Палици (Италия)
 Тази статия е за селото в Южна Италия.  За селото в България вижте Палици.  
Палѝци (на италиански: Palizzi) е село и община в Южна Италия, провинция Реджо Калабрия, регион Калабрия. Разположено е на 272 m надморска височина. Населението на общината е 2259 души (към 2012 г.).